# Gerenia intermedia
Gerenia intermedia är en insektsart som beskrevs av Brunner von Wattenwyl 1893. Gerenia intermedia ingår i släktet Gerenia och familjen gräshoppor. Inga underarter finns listade i Catalogue of Life.